# Conca dell'Incoronata
La Conca dell'Incoronata, o Conca delle Gabelle, è un'antica conca di navigazione situata a Milano che serviva per superare agevolmente il dislivello tra il Naviglio della Martesana e la Cerchia dei Navigli.
Rappresenta l'unico resto del Naviglio della Martesana all'interno della cerchia delle mura spagnole di Milano; questo tratto di canale è stato interrato tra il 1929 e il 1930 contestualmente ai lavori di chiusura della Cerchia dei Navigli.

## Origine del nome
La conca prende il nome dalla vicina chiesa di Santa Maria Incoronata e dal ponte delle Gabelle ivi situato, chiamato così poiché rappresentava il primo varco di ingresso fluviale verso Milano; in quanto tale le chiatte che lo oltrepassavano dovevano pagare un dazio (chiamato anche gabella) sulle merci trasportate.

## Il contesto idraulico

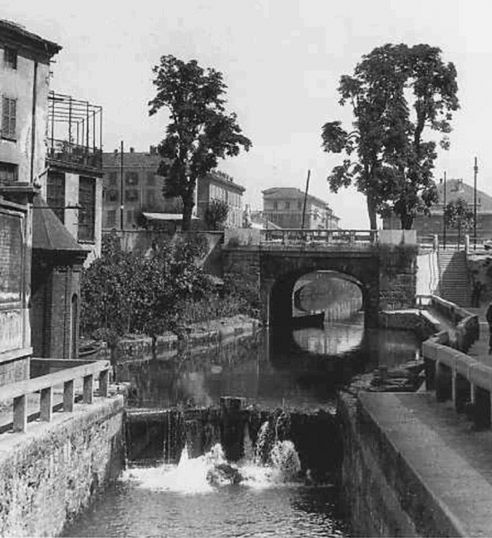
La Conca dell'Incoronata nel 1925, quando era ancora in funzione, prima dell'interramento dell'ultimo tratto del Naviglio della Martesana, che ha tolto l'acqua alla conca. Sullo sfondo si vede il ponte delle Gabelle

Nel passato il Naviglio della Martesana proseguiva il suo percorso cittadino, ora interrato, verso sud-ovest superando Porta Nuova (oggi, giunto a Porta Nuova, cambia bruscamente direzione verso sud-est mutando nome in Cavo Redefossi e proseguendo il proprio percorso oltre Milano), sottopassando prima le mura spagnole, poi il ponte delle Gabelle e infine incontrando la Conca dell'Incoronata, dopo la quale cambiava nome in Naviglio di San Marco. Poco dopo, quest'ultimo, dava origine al laghetto di San Marco, che si immetteva nella Cerchia dei Navigli attraverso la conca di San Marco.

## Storia

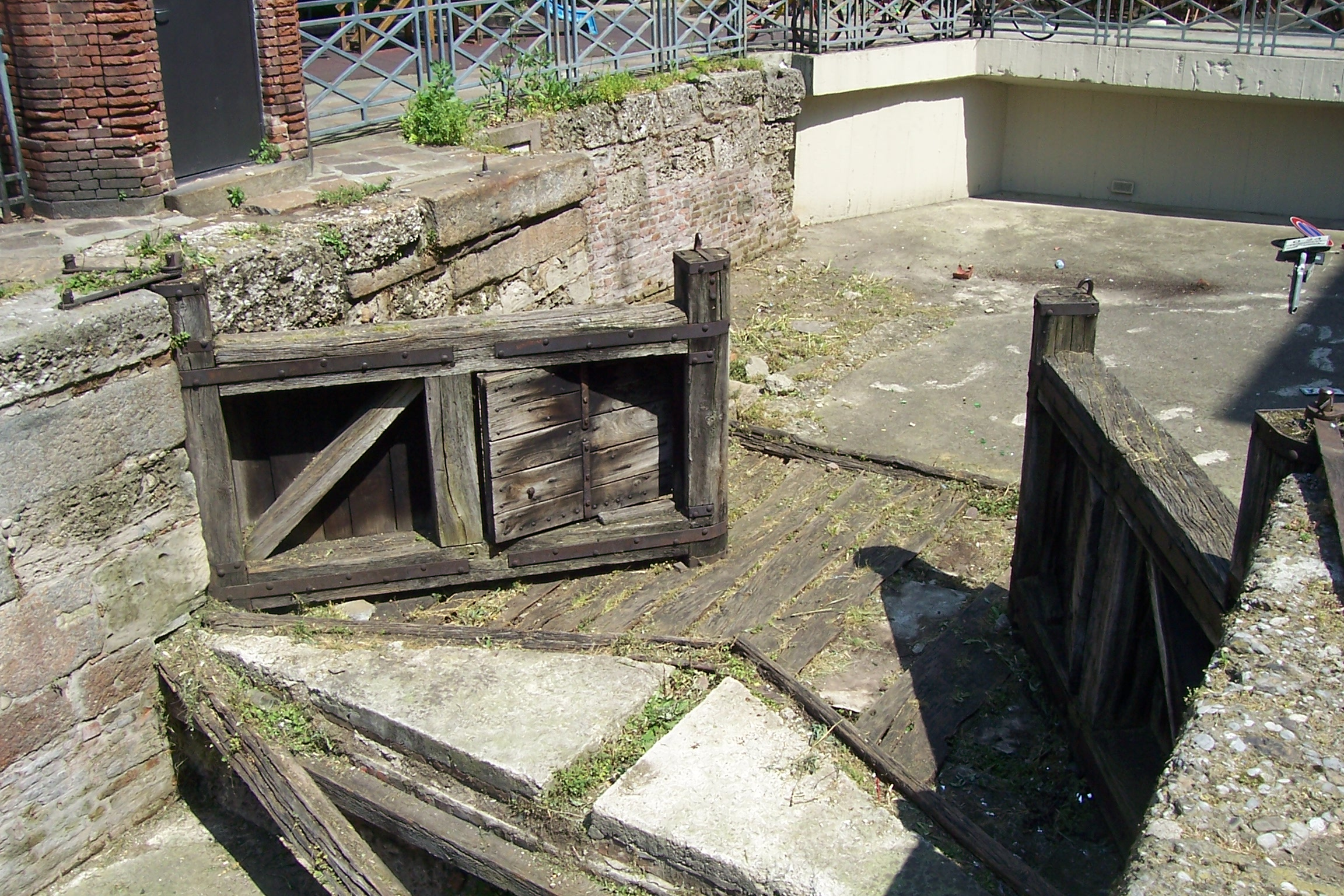
Particolare della paratoie della Conca dell'Incoronata in un'immagine del 2010

Dopo la costruzione del Naviglio Martesana, avvenuta nel 1463, si avvertì l'esigenza di unire questo canale alla Cerchia dei Navigli; la differenza di quota tra i due corsi acquatici comportò la necessità di costruire una conca che potesse ovviare a tale problematica.
Primi studi in merito furono compiuti già nel 1482 da Leonardo Da Vinci durante un suo primo soggiorno a Milano, come testimoniano alcuni schemi progettuali riportati nel Codice Atlantico, ma la conca venne costruita solo nel 1496 sotto il ducato di Ludovico il Moro; la direzione dei lavori venne affidata agli ingegneri Giuliano Guasconi e Bartolomeo della Valle supportati, naturalmente, dalla consulenza dello stesso Leonardo.
Con l'interramento dell'intera cerchia avvenuto tra il 1929 e il 1930, la conca perse la sua funzione di collegamento tra i canali acquatici; sono tuttavia ancora oggi visibili l'edicola di epoca risorgimentale e il sistema di chiuse formato dalle porte originali, oltre al canale. Sono invece scomparse le tracce relative agli ormeggi per lo scarico merci.
Nel 1967 la struttura venne riconosciuta come opera monumentale con vincolo n. 553, ai sensi della Legge 1089/39, poiché "unico resto del Naviglio Martesana nel suo tratto urbano, caratterizzato dalla sopravvivenza dell'ultimo ponte antico sul Naviglio, dell'ultima chiusa e della garitta, resti di originali attrezzature addette alla navigazione".